# Alejandro Fuentes
Alejandro Javiero Fuentes (Viña del Mar, 5 novembre 1987) è un cantante cileno naturalizzato norvegese.

## Biografia
Nel 2005 Alejandro Fuentes raggiunse la terza posizione nella terza stagione della versione norvegese del talent show Idol. Il suo album di debutto, Diamonds or Pearls, passò sei settimane nella top ten norvegese ed ottenne il riconoscimento di disco d'oro; inoltre, il singolo estratto Stars raggiunse la prima posizione in classifica.
Nel 2006 Fuentes si unì ad altri tre Idol, Espen Lind, Kurt Nilsen e Askil Holm per una tournée di gruppo che fu estesa, su richiesta dei fan, a trenta date, mentre inizialmente doveva averne cinque o sei. Il quartetto, chiamato in via non ufficiale "the New Guitar Buddies", pubblicò l'album Hallelujah Live, record norvegese per la velocità di vendita, che trascorse tredici settimane in prima posizione nella classifica norvegese degli album. L'album include la cover di Hallelujah di Leonard Cohen e la cover di Boys of Summer di Don Henley.
Dal 2007 tornò a suonare da solista, e pubblicò Tomorrow Only Knows. Il singolo Hell If I trascorse cinque settimane in prima posizione nella classifica norvegese.

## Discografia

### Album in studio
- 2005 - Diamonds or Pearls (Sony Music, RCA)
- 2007 - Tomorrow Only Knows (Sony Music, RCA)

### Collaborazioni
- 2006 - Hallelujah Live (Sony Music, Universal Music), con Espen Lind, Kurt Nilsen e Askil Holm
- 2009 - Hallelujah Live Volume 2 (Playroom Music), con Espen Lind, Kurt Nilsen e Askil Holm

### Singoli
- 2005 - Stars
- 2006 - Sail Away
- 2007 - Tomorrow Only Knows
- 2007 - Hell If I
- 2006 - Hallelujah, con Espen Lind, Kurt Nilsen e Askil Holm
- 2006 - Boys of Summer, con Espen Lind, Kurt Nilsen e Askil Holm
- 2009 - With or Without You, con Espen Lind, Kurt Nilsen e Askil Holm
- 2012 - All My Life